# River Derwent (River Tyne)
Der River Derwent ist ein 35 km langer rechter Nebenfluss des River Tyne in Nordost-England.

## Flusslauf
Der River Derwent entsteht aus dem Zusammenfluss von Beldon Burn und Nookton Burn östlich von Blanchland. Er bildet von seinem Ursprung bis nach Rowlands Gill die Grenze zwischen Northumberland und County Durham.  Westlich von Consett fließt der Derwent durch das Derwent Reservoir. Der River Derwent mündet schließlich im Großraum Newcastle upon Tyne in den River Tyne.
Der Stausee Kielder Water hat eine Verbindung zum River Derwent und kann dessen Wassermenge bei Bedarf ergänzen.

## Nachweise
1. ↑  Northumbrian Water Drought Plan (Memento vom 19. Juli 2011 im Internet Archive) S. 14